# Historia de la policía en España
La historia de la policía en España comienza oficialmente en 1824, con la creación del primer cuerpo policial moderno, aunque anteriormente hubiesen existido diversas instituciones armadas con la misión de mantener el orden público y combatir la criminalidad. Desde esa fecha hasta la actualidad la policía española ha sufrido numerosas disoluciones, transformaciones y vicisitudes, hasta la constitución del actual Cuerpo Nacional de Policía (CNP) creado en el año 1986, por lo que se podría decir que el actual Cuerpo Nacional de Policía guarda una relación histórica de continuidad como unidad en función de orden y guarda. Teniendo además muy en cuenta que de esta función de orden y guarda (policía), ya sea asumida por autoridades a nivel estatal o local también se participan históricamente otros cuerpos creados en España, como Los Miñones de Álava, Mossos d'Escuadra o la Guardia Civil.

## Antecedentes
En época moderna, la primera institución armada con competencias en materia de seguridad pública fue la Santa Hermandad, instituida por Isabel la Católica en las Cortes de Madrigal de 1476. Es considerada como una antecesora de las actuales Fuerzas de seguridad. La Santa Hermandad, sin embargo, solo tuvo jurisdicción sobre los territorios que componían la Corona de Castilla. Durante los siguientes siglos en otros territorios de la Monarquía Hispánica actuaron varias milicias armadas de carácter rural: los «Migueletes», «Somatenes» o las «Escuadras de Paisanos Armados» en Cataluña, los «Guardas del Reino» en Aragón, o los «Miñones» y el «Centenar de la Ploma» en el Reino de Valencia. En otros territorios también se formaron milicias de carácter más local o provincial, como los «Escopeteros voluntarios de Andalucía», las «Compañías de Milicia Honrada» en Galicia, o la «Compañía suelta de Castilla la Nueva». En Álava también actuó una milicia denominada «Miñones».

## Creación y desarrollo

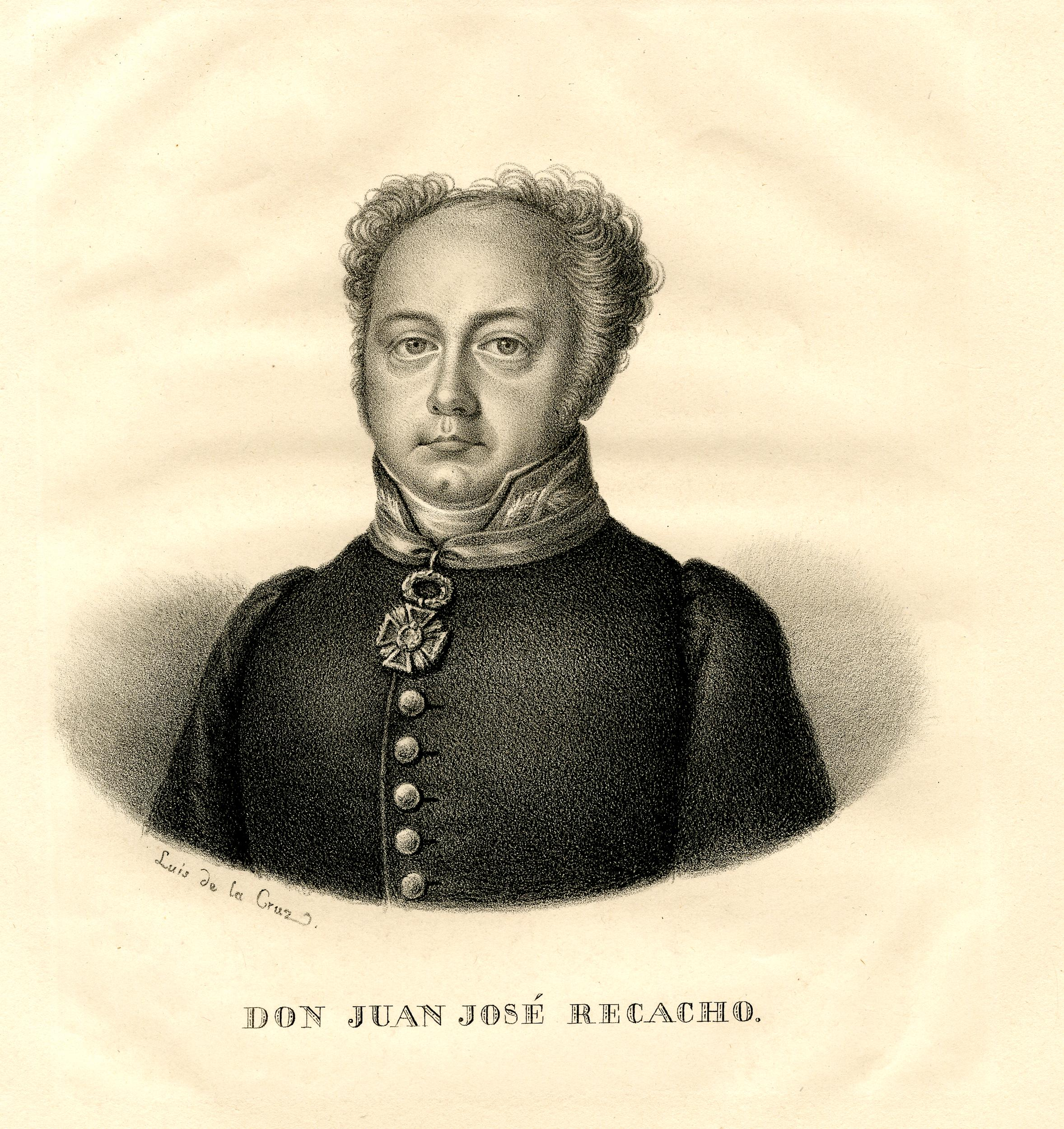
Juan José Recacho, el superintendente de policía que estuvo más tiempo en el puesto. Sustituyó en mayo de 1825 a Mariano Rufino González quien a su vez había reemplazado en el verano del año anterior al primer superintendente José Manuel de Arjona. Recacho poco después de tomar posesión del cargo hizo público un bando que condenaba con penas de prisión a los que difundieran rumores y papeles en contra del gobierno, porque lo que hacían eran ayudar a la revolución, «convirtiéndose en instrumentos ciegos de la democracia, pues ponen de hecho en egercicio [sic] el principio de la soberanía popular, destructor de toda monarquía».

El 9 de enero de 1824, durante el reinado de Fernando VII, por una real cédula publicada el 13 de enero se creó la Policía General de Vigilancia y Seguridad Pública del Reino, con una Superintendencia General de Policía situada en Madrid. En un primer momento quedó configurado como un organismo de seguridad de carácter urbano, dependiente del Ministerio de Justicia y Gracia. Su ámbito de actuación se extendía a todo el territorio nacional y por ello se crearon 126 subdelegaciones en las capitales de provincia y las localidades más importantes. Entre las primeras funciones que le fueron encomendadas se encontraban el velar por la seguridad en las ciudades o la prevención y persecución del delito; también desempeñaba labores de información, vigilancia y control tanto de pasaportes como de viajeros en Madrid.
Como ha señalado Jean-Philippe Luis, con la implantación de la Superintendencia General de Policía «se dio un paso importante hacia la creación de una verdadera policía moderna». Sin embargo, como ha advertido Juan Luis Simal, su aparición «estuvo íntimamente ligada a la represión y control de los liberales, una tendencia general en la Europa de la Restauración». Como se decía en el decreto de creación tenía el compromiso de «reprimir el espíritu de sedición».
Tras la muerte de Fernando VII, un real decreto con fecha de 28 de septiembre de 1833 reorganizó la policía y estableció una Fuerza armada de policía urbana. Fue, sin embargo, una instrucción gubernamental de Javier de Burgos —firmada el 30 de noviembre de 1833— la que sentó las bases de lo que iba a ser la policía en la España del siglo XIX. En ella se establecía que las funciones de la policía serían "la vigilancia y seguridad de las personas y bienes, sujetando su acción al respecto a la propiedad y con diferencias, atenciones y obsequios hacia las personas con quien tenga que tratar, desterrando los abusos, y asentando su acción en los preceptos legales". La misma directiva establecía que la policía dependiera del Ministerio de Fomento (posteriormente renombrado como Ministerio de la Gobernación), y en las provincias, de los «jefes políticos» o gobernadores civiles. Esta iniciativa coincidió en el tiempo con otros importantes cambios realizados en la organización administrativa del Estado.
Sin embargo, durante los siguientes años las primeras fuerzas de policía sufrieron numerosas transformaciones orgánicas. Un Real decreto de 1840 disolvió la «Fuerza armada de policía» (uniformada) por motivos económicos, aunque en 1844 se creó el «Cuerpo de Protección y Seguridad». Esta fuerza dependía directamente del Ministerio de la gobiernación, y en las provincias lo hacía de los gobernadores civiles. Poco después se instituyó dentro del cuerpo a los que serían los integrantes del mismo: comisarios, "celadores" de Seguridad pública y los agentes [uniformados]. Los comisarios serían los jefes de policía en las capitales de provincia, los "celadores" estarían a cargo de la vigilancia y las labores de policía urbana, mientras que los agentes ejercían como una fuerza de seguridad. Posteriormente se instituyó la figura del inspector, que quedaría a cargo de la seguridad en los distritos urbanos. El cuerpo, sin embargo, no disponía de una fuerza armada propia.

### Reorganización policial
A partir de 1852 las funciones del cuerpo se ampliaron a todo el país. También en ese año el Cuerpo de Protección y Seguridad establece una división básica en su organización: aquellos policías que fueran de paisano constituirían el «Cuerpo de Vigilancia» mientras que los policías uniformados constituirían el «Cuerpo de Seguridad». El Cuerpo de Vigilancia quedó a cargo de las labores de información, investigación de los delitos, la expedición de documentos de identidad, control sobre el movimiento de personas e inspección de los locales de espectáculo. Por su parte, los policías uniformados del Cuerpo de Seguridad quedaron a cargo de las labores de vigilancia y prevención de delitos, así como la represión de los tumultos callejeros. Estos cuerpos policiales actuarían bajo la jurisdicción del Ministerio de la Gobernación.
Sin embargo, durante los siguientes años la Policía española sufrió diferentes reorganizaciones, como ocurrió en los años 1858, 1863 y 1868. Desde la década de 1850 la policía comenzó a desplegar su actividad en el ámbito urbano. A partir de 1870, durante el Sexenio Revolucionario la sección de la policía encargada de la seguridad pública fue uniformizada y militarizada —pasó a denominarse Cuerpo de Orden Público—, de acuerdo con la Ley de Orden Público de 1870. Otra cambio importante fue que desde 1863 funcionaron en el seno de la policía los Facultativos forenses, especialistas de la medicina legal y forense que constituyeron una primitiva policía científica.
El Real decreto del 18 de octubre de 1887 aprobó el reglamento de los Cuerpos de Seguridad y Vigilancia, lo que constituyó un hecho importante porque supuso dotar de una estructura orgánica clara a estos dos cuerpos que venían funcionando desde antiguo. Algo parecido ocurría ya con la Policía gubernativa en Madrid, que en se había reformado internamente y había adoptado este modelo de división orgánica en dos cuerpos (Seguridad y Vigilancia), amén de otros cambios. Así, de acuerdo a la estructura orgánica adoptada, estos cuerpos a nivel provincial estaban bajo las órdenes de los Comisarios jefes o de los Jefes de Seguridad, que a su vez dependían de los gobernadores civiles —la máxima autoridad de la administración estatal en cada provincia—. El Cuerpo de Vigilancia tenía carácter civil y sus miembros vestían de paisano, mientras que el Cuerpo de Seguridad tenía una estructura orgánica militarizada —aunque no era una unidad militar— y sus miembros vestían uniforme; esto supuso que el Cuerpo de Seguridad dependiera del Ministerio de la gobernación en cuanto a sus funciones policiales, aunque dependiera también del Ministerio de la Guerra en lo referente a la estructura orgánica, a los mandos y oficiales, etc. Este iba a ser el modelo que iba a imperar en la policía española durante las siguientes décadas.

### Policía colonial
En las provincias españolas de Ultramar también existieron cuerpos policiales. Por ejemplo, en Cuba existió el «Cuerpo Militar de Orden Público», que operó en la isla desde 1875 hasta 1898; estaba constituido por miembros del Ejército y sus funciones eran la vigilancia y seguridad en las ciudades de la isla —primero en La Habana y posteriormente también en otras urbes—. En Puerto Rico existió un «Cuerpo de Policía y Seguridad Municipal y Orden Público», que empezó a operar a partir de 1878 y el cual tuvo un carácter militar..

## Evolución

### Restauración
En la década de 1890 hubo una campaña de atentados de signo anarquista, de entre los cuales destacaron el Atentado contra el general Martínez Campos (1893), la Bomba del Liceo (1893), o el Atentado de la Procesión del Corpus (1896). Este último provocó numerosas redadas policiales contra grupos anarquistas, y una investigación policial que no estuvo exenta de críticas por el uso de la tortura en los interrogatorios. Además, el 2 de septiembre de 1896 el gobierno liderado por Antonio Cánovas promulgó una nueva ley antiterrorista que agravaba los efectos de la anterior norma aprobada en 1894 y amplificaba la persecución contra el anarquismo. La respuesta, sin embargo, fue un falso espejismo. El gobierno creyó erróneamente que mediante estas medidas, así como la clausura de los centros de reunión anarquistas, lograría aplacar el peligro de nuevos atentados. Por el contrario, no dedicó esfuerzos realistas a la creación de una fuerza policial capaz de enfrentarse con la nueva amenaza que suponía el terrorismo.  Esto quedó en evidencia cuando un año más tarde el presidente Cánovas fue fácilmente asesinado por el anarquista italiano Michele Angiolillo.
El asesinato del presidente José Canalejas en 1912 supuso un revulsivo. El gobierno tomó conciencia de la situación real, lo que le llevó a una profunda reorganización de la policía y las fuerzas de seguridad. Esto incluyó la creación de la nueva Dirección General de Seguridad —cuyo primer director fue Ramón Méndez Alanís— y la creación de unidades específicas para combatir el terrorismo anarquista: la «Brigada de Informaciones» y la «Brigada de Anarquismo y Socialismo».
Dentro del Cuerpo de Vigilancia los servicios policiales se reorganizaron con la creación de varias unidades operativas nuevas. Se creó una Brigada de Investigación Criminal, cuyos antecedentes estaban en las "rondas especiales" que operaban en Madrid, Barcelona, Sevilla o Valencia, y que dependían directamente de los gobernadores civiles. En algunos casos estos grupos se subdividían en "rondines" especializados en delitos determinados como homicidios, estafas, timos, etc. También se creó una Brigada de Viajeros y de Extranjeros, que tenía sus orígenes en las delegaciones policiales que operaban en las estaciones de ferrocarril desde el año 1876. En 1906 se aprobó otra importante medida como fue la constitución de una Academia Teórico-Práctica para la formación de Policías; esta tuvo su sede en Madrid —no sería inaugurada hasta 1908— aunque pronto se autorizó la apertura de otra sede en Barcelona.

### Segunda República
La Segunda República Española fue el régimen democrático que existió en España entre el 14 de abril de 1931, fecha de su proclamación, en sustitución de la monarquía de Alfonso XIII, y el 1 de abril de 1939, fecha del final de la Guerra Civil, que dio paso a la dictadura franquista. El ordinal «segunda» obedece a la necesidad de distinguirlo del anterior período republicano, la Primera República Española (1873-1874).
Tras el período del Gobierno Provisional (abril-diciembre de 1931), durante el cual se aprobó la Constitución de 1931 y se iniciaron las primeras reformas, la historia de la Segunda República Española «en paz» (1931-1936) suele dividirse en tres etapas. Un primer bienio (1931-1933) durante el cual la coalición republicano-socialista presidida por Manuel Azaña llevó a cabo diversas reformas que pretendían modernizar el país. Un segundo bienio (1933-1935), llamado por las izquierdas bienio negro, durante el cual gobernó el Partido Republicano Radical de Alejandro Lerroux, apoyado desde el parlamento por la derecha católica de la Confederación Española de Derechas Autónomas (CEDA), que pretendió «rectificar» las reformas del primer bienio. Durante este bienio se produjo el acontecimiento más grave del período: la insurrección anarquista y socialista conocida como Revolución de 1934, que en Asturias se convirtió en una auténtica revolución social, y que finalmente fue sofocada por el gobierno con la intervención del ejército. La tercera etapa viene marcada por el triunfo de la coalición de izquierdas conocida con el nombre de Frente Popular en las elecciones generales de 1936, y que solo pudo gobernar en paz durante cinco meses a causa del golpe de Estado del 17 y 18 de julio promovido por una parte del ejército que desembocó en la guerra civil española.
Durante la Segunda República Española en guerra (1936-1939) se sucedieron tres gobiernos: el presidido por el republicano de izquierda José Giral, aunque durante su corto mandato (de julio a septiembre de 1936) el poder real estuvo en manos de los cientos de comités que se formaron cuando estalló la revolución social española de 1936; el siguiente gobierno fue presidido por el socialista Francisco Largo Caballero, el líder de uno de los dos sindicatos —la Unión General de Trabajadores (UGT); junto con la Confederación Nacional del Trabajo (CNT)— que habían protagonizado la revolución; y el tercer gobierno fue presidido por el también socialista Juan Negrín, como consecuencia de la caída de Largo Caballero tras las Jornadas de Mayo, y que gobernó hasta principios de marzo de 1939, cuando se produjo el golpe de Estado del coronel Casado que puso fin a la resistencia republicana, dando paso a la victoria del bando sublevado encabezado por el general Franco. A partir de entonces la república dejó de existir en territorio español, pero sus instituciones se mantuvieron en el exilio, pues la mayoría de sus miembros había huido de España.

### Guerra Civil
En julio de 1936, tras el comienzo de la Guerra Civil Española, los efectivos de la Policía gubernativa quedaron divididos entre las fuerzas leales al gobierno y las fuerzas sublevadas. En la zona sublevada los militares asumieron las competencias de orden público, por lo que la policía tuvo un papel menos relevante; ello no significó que no siguieran ejerciendo sus funciones de preguerra. efectivos del Cuerpo de Investigación y Vigilancia se manifestaron mayoritariamente partidarios de la sublevación militar, mientras que los efectivos del Cuerpo de Seguridad y Asalto se alinearon en mayor medida con el Gobierno republicano. Durante la contienda los cuerpos policiales en la zona sublevada sufrieron pocos cambios orgánicos. Con el primer gobierno de Franco en 1938 se creó el Ministerio de Orden Público, que quedó a cargo de los servicios de seguridad y la Guardia Civil, y se creó el Servicio Nacional de Seguridad. El Ministerio de Orden Público tuvo una corta vida, ya que a finales de año pasaría a integrarse en el Ministerio de la Gobernación, y en 1939, tras el final de la contienda, el Servicio Nacional de Seguridad se reconvirtió en la Dirección General de Seguridad.
En la zona republicana la organización policial se vio gravemente alterada con la situación revolucionaria que se vivía en aquella zona, dado que las estructuras del Estado habían colapsado tras la sublevación militar. Posteriormente los servicios policiales se reorganizaron en la zona republicana: avanzada la contienda, dentro el Cuerpo de Investigación y Vigilancia coexistía un importante número de militantes comunistas, aunque en modo alguno constituían una mayoría. La influencia de los comunistas sí era más significativa entre los mandos policiales en Madrid. La situación bélica implicó un aumento de los efectivos policiales con que contaba la República. El historiador Hugh Thomas estimó que en 1937 sólo en la zona republicana había 4.000 efectivos de policía más que en toda España antes del comienzo de la guerra. El director general de Seguridad Carlos de Juan intentó en la medida de lo posible reducir el número de policías republicanos y desvincularlos de las fuerzas políticas.
El 26 de diciembre se constituyó en la zona republicana un «Cuerpo de Seguridad» que unificaba en una sola organización a los antiguos cuerpos de Vigilancia y de Seguridad, aunque con dos ramas: la civil o de «paisano» y la militarizada o «uniformada». Algo parecido ocurrió con la Guardia Civil, que desde el 31 de agosto de 1936 fue reorganizada y pasó a denominarse Guardia Nacional Republicana. La vida operativa de estos cuerpos, sin embargo, sería breve, ya que desaparecieron al final de la contienda.
En el territorio republicano controlado por el Gobierno Provisional del País Vasco las fuerzas de la Guardia Civil y la Guardia de Asalto fueron disueltas. En su lugar se creó la denominada Ertzaña o «Policía Militar de Euzkadi», que estaba compuesta por nacionalistas vascos y con el requerimiento de que sus miembros tuvieran una altura superior a 1,80 metros. La Ertzaña desapareció tras la campaña de Vizcaya en 1937. Algo parecido ocurrió con los Mozos de Escuadra tras la Campaña de Cataluña en 1939.

### Dictadura franquista
Tras el final de la contienda y la instauración del régimen franquista, los organismos estatales de seguridad fueron reorganizados. La ley del 23 de septiembre de 1939 reorganizó la estructura de la Dirección General de Seguridad y se creó un nuevo cuerpo de seguridad, la Policía Armada, bajo la dirección del general Antonio Sagardía. Por la misma ley las competencias de los Vigilantes de Caminos pasan a la Policía Armada —que posteriormente sería renombrada como Cuerpo de Policía Armada y de Tráfico—, por lo que desaparece el Cuerpo de Vigilantes de Caminos. El 8 de marzo de 1941 se aprobó la «Ley de Reorganización de los Servicios de Policía», mediante la cual fueron reorganizadas las fuerzas policiales, como elemento de represión y mantenimiento del orden público. El Cuerpo de Seguridad y Asalto fue absorbido por la Policía Armada, mientras que el antiguo Cuerpo de Investigación y Vigilancia se reconvirtió en el nuevo Cuerpo General de Policía. Otra norma legal aprobada ese año, la «Ley para la Seguridad del Estado», vino a complimentar la ley anterior e impregnó a los nuevos cuerpos policiales de la ideología fascista imperante en esa época.
La formación de los cuadros policiales se hizo entre los antiguos miembros de la policía que hubieran superado la depuración, y también a través de una nueva selección de candidatos que se hizo al final de la guerra: el perfil de los candidatos aceptados para ingresar iba desde los veteranos de guerra a los militantes del «movimiento».
Con la instauración del régimen franquista también desaparecieron cuerpos policiales de carácter regional, como la Ertzaña o los Mozos de Escuadra. No obstante, el régimen sí mantuvo a los «Miñones» de Álava y al Cuerpo de Policía de Carreteras de Navarra —territorios donde había triunfado la sublevación militar—. Progresivamente, el régimen toleró a pequeña escala la existencia de otros cuerpos. En 1945 autorizó la reimplantación del Somatén catalán, extendiendo además su estructura a todo el país. En 1950 un decreto del Ministerio de la gobernación autorizó a la Diputación de Barcelona la organización de una sección de Mozos de Escuadra.

### Transición y época actual
En aquel contexto, existía la sensación de que la antigua policía franquista seguía muy presente en las teóricamente renovadas fuerzas policiales. Por ejemplo, en 1982 antiguos miembros de la Brigada Político-Social dirigían nueve de las trece Jefaturas superiores de policía que existían por todo el país.
La Ley Orgánica 2/1986, de 13 de marzo, de Fuerzas y Cuerpos de Seguridad regula las funciones del Cuerpo Nacional de Policía y de la Guardia Civil.